# Wolfgang Marzahn
Wolfgang Marzahn (* 1. April 1911 in Zinzelitz, Kreis Lauenburg in Pommern; † März 1988) war ein deutscher evangelischer Pastor und Autor. Nach dem Zweiten Weltkrieg engagierte er sich für die Betreuung und den Zusammenhalt der evangelischen Heimatvertriebenen, insbesondere der aus Pommern stammenden. 

## Leben
Marzahn, Sohn eines Pastors, besuchte als Anhänger der Bekennenden Kirche in den 1930er Jahren das Predigerseminar bei Dietrich Bonhoeffer, ließ sich dann aber von der altpreußischen Landeskirche ordinieren. Zusammen mit anderen Theologiestudenten engagierte er sich in der jugendbewegt-reformierten Verbindung Rüdiger von Bechelaren (Tübingen). 1939 wurde er Hilfsprediger in Greifenberg, anschließend erhielt er die Pfarrstelle in Zettin im Landkreis Rummelsburg, wurde aber bald zur Wehrmacht eingezogen. 
Nach dem Zweiten Weltkrieg, als Hinterpommern und damit auch Zettin an Polen gekommen war, wirkte Marzahn in der Landeskirche Hannover. In den 1950er Jahren war er Pfarrer in Gadenstedt im Landkreis Peine, ab Anfang der 1960er Jahre dann an der Michaeliskirche Hildesheim. In Hildesheim lebte er auch nach seiner Pensionierung. Im Dezember 1986 erlitt er einen Schlaganfall, von dem er sich bis zu seinem Tod im März 1988 nicht mehr erholte. 
Marzahn engagierte sich für die Betreuung und den Zusammenhalt der evangelischen Heimatvertriebenen, insbesondere der aus Pommern stammenden. Er hielt Ostgottesdienste in Hannover und anderen Städten Niedersachsens. Von 1971 bis 1981 war er Schriftführer, von 1981 bis 1987 Vorsitzender des Konvents evangelischer Gemeinden aus Pommern. Von 1978 bis 1986 war er Schriftleiter der Pommerschen Heimatkirche, einer monatlichen Beilage der Pommerschen Zeitung. Auch als Autor befasste er sich mit christlichen Themen aus der Geschichte Pommerns. Ferner war er ein begabter Zeichner.

## Schriften
- Wolfgang Marzahn: Der Edelmann unter den Brüdern. 1. Auflage. Verlag der St.-Johannis-Druckerei C. Schweickhardt, Lahr-Dinglingen 1957. (über Adolf von Thadden-Trieglaff)
  - 2. veränderte und erweiterte Auflage als Band 32 der Reihe Unsere Heimat. Pommerscher Buchversand, Hamburg 1978.
- Dieter Andersen, Wolfgang Marzahn: St. Michael zu Hildesheim. Eine Führung durch Vergangenheit und Gegenwart. Gerstenberg, Hildesheim 1959.
- Wolfgang Marzahn: Erinnerungen an Hinterpommern. Rautenberg, Leer 1971, ISBN 3-7921-0077-0.
- Wolfgang Marzahn: Die Zisterzienser in Pommern. Rautenberg, Leer 1981, ISBN 3-7921-0240-4.
- Wolfgang Marzahn: Aufbruch und Neubeginn. Politische und religiöse Kräfte in Pommern in der ersten Hälfte des 19. Jahrhunderts. Rautenberg, Leer 1985, ISBN 3-7921-0321-4.
- Wolfgang Marzahn: Er führte sie aus Dunkel und Angst. Predigten und Andachten Pommerscher Pastoren aus Kriegs- und Nachkriegsjahren. 1. Auflage. Rautenberg, Leer 1986, ISBN 3-7921-0342-7.
  - 2. Auflage bearbeitet von Rita Scheller. Konvent Evangelischer Gemeinden aus Pommern, Hannover 1994.